# アドリー・ラッチマン
アドリー・スタン・ラッチマン（Adley Stan Rutschman, 1998年2月6日 - ）は、アメリカ合衆国オレゴン州ポートランド出身のプロ野球選手（捕手）。右投両打。MLBのボルチモア・オリオールズ所属。

## 経歴

### プロ入り前
高校時代に2016年のMLBドラフト40巡目でシアトル・マリナーズから指名されたが、契約せず、オレゴン州立大学へ進学した。2018年、メンズ・カレッジ・ワールドシリーズで優勝し最優秀選手賞を受賞。

### プロ入りとオリオールズ時代
2019年のMLBドラフト1巡目（全体1位）でボルチモア・オリオールズから指名され、6月24日に契約金810万ドルで契約を結んだ。2011年にピッツバーグ・パイレーツから全体1位指名を受けたゲリット・コールの契約金800万ドルを上回り、MLB史上最高額を更新した。傘下のルーキー級ガルフ・コーストリーグ・オリオールズでプロデビューし、シーズン途中にA-級アバディーン・アイアンバーズ、A級デルマーバ・ショアバーズに昇格した。3チーム合計で37試合に出場して打率.254、4本塁打、26打点の成績を記録した。
2020年はCOVID-19の影響でマイナーリーグのシーズンが中止となり、公式戦への出場はなかった。
2021年はAA級ボウイ・ベイソックスで開幕を迎えた。シーズン途中にAAA級ノーフォーク・タイズへ昇格。2チーム合計で123試合に出場して打率.285、23本塁打、75打点の成績を記録した。
2022年は開幕前に右肘を痛め出遅れた。4月26日にA+級アバディーンで実戦復帰し、その後すぐにAAA級ノーフォークへ昇格した。5月21日にメジャーに昇格し、同日のタンパベイ・レイズ戦に「6番・捕手」で先発出場してメジャーデビューを果たした。同試合の7回、レイズのラルフ・ガーザ・ジュニアからメジャー初ヒットとなる、ライト線への三塁打を記録した。オフの11月14日に全米野球記者協会（BBWAA）から1位票が1、2位票が18、3位票9の計68ポイントで最優秀新人選手賞には2位にランクインした。また、2位にランクインしたことにより、同年のシーズン開幕前の3月にMLBとMLB選手会で合意された新しい統一労使協約に盛り込まれた特別ボーナス制度により、同じくナ・リーグで2位だったスペンサー・ストライダーと共に50万ドルのボーナスを取得した。また同じくBBWAAの投票による最優秀選手賞（MVP）では5位票1、8位票1、9位票1、10位票3の計14ポイントで12位にランクインした。
2023年7月2日に選手間投票で初となるオールスターゲームに選出された。7月3日に自身のインスタグラムで本塁打競争への初参加を表明した。本塁打競争での打撃投手は父親が務めた。この年は154試合に出場して、打率.277、20本塁打、80打点、OPS.809を記録し、打率とOPSはア・リーグの捕手の中でトップとなる成績によって、自身初となるシルバースラッガー賞を受賞した。
2024年前半戦は90試合に出場して16本塁打、OPS.780を記録し、2年連続となるオールスターゲームに選出された。一方で後半戦は3本塁打、OPS.585と不調に陥った。シーズンを通しては148試合に出場して、打率.250、19本塁打、79打点、OPS.709を記録した。

## 人物
生まれ、高校、大学とオレゴン州で育ち、車で3時間程のシアトル・マリナーズのファンとして育った。ラッチマンにとって初の野球観戦もT-モバイル・パークだった。

## 詳細情報

### 年度別打撃成績
| 年 度    | 球 団    | 試 合 | 打 席 | 打 数 | 得 点 | 安 打 | 二 塁 打 | 三 塁 打 | 本 塁 打 | 塁 打 | 打 点 | 盗 塁 | 盗 塁 死 | 犠 打 | 犠 飛 | 四 球 | 敬 遠 | 死 球 | 三 振 | 併 殺 打 | 打 率 | 出 塁 率 | 長 打 率 | O P S |
| -------- | -------- | ----- | ----- | ----- | ----- | ----- | -------- | -------- | -------- | ----- | ----- | ----- | -------- | ----- | ----- | ----- | ----- | ----- | ----- | -------- | ----- | -------- | -------- | ----- |
| 2022     | BAL      | 113   | 470   | 398   | 70    | 101   | 35       | 1        | 13       | 177   | 42    | 4     | 0        | 0     | 3     | 65    | 0     | 4     | 86    | 4        | .254  | .362     | .445     | .807  |
| 2023     | BAL      | 154   | 687   | 588   | 84    | 163   | 31       | 1        | 20       | 256   | 80    | 1     | 2        | 0     | 5     | 92    | 6     | 2     | 101   | 14       | .277  | .374     | .435     | .809  |
| 2024     | BAL      | 148   | 638   | 571   | 68    | 143   | 21       | 1        | 19       | 223   | 79    | 1     | 0        | 0     | 7     | 58    | 3     | 2     | 103   | 9        | .250  | .318     | .391     | .709  |
| MLB：3年 | MLB：3年 | 415   | 1795  | 1557  | 222   | 407   | 87       | 3        | 52       | 656   | 201   | 6     | 2        | 0     | 15    | 215   | 9     | 8     | 290   | 27       | .261  | .351     | .421     | .772  |

- 2024年度シーズン終了時

### MLBポストシーズン打撃成績
| 年 度     | 球 団     | シ リ ｜ ズ | 試 合 | 打 席 | 打 数 | 得 点 | 安 打 | 二 塁 打 | 三 塁 打 | 本 塁 打 | 塁 打 | 打 点 | 盗 塁 | 盗 塁 死 | 犠 打 | 犠 飛 | 四 球 | 敬 遠 | 死 球 | 三 振 | 併 殺 打 | 打 率 | 出 塁 率 | 長 打 率 | O P S |
| --------- | --------- | ----------- | ----- | ----- | ----- | ----- | ----- | -------- | -------- | -------- | ----- | ----- | ----- | -------- | ----- | ----- | ----- | ----- | ----- | ----- | -------- | ----- | -------- | -------- | ----- |
| 2023      | BAL       | ALDS        | 3     | 13    | 12    | 0     | 1     | 1        | 0        | 0        | 2     | 0     | 0     | 0        | 0     | 0     | 1     | 0     | 0     | 2     | 0        | .083  | .154     | .167     | .321  |
| 2024      | BAL       | ALWC        | 2     | 8     | 8     | 0     | 1     | 0        | 0        | 0        | 1     | 0     | 0     | 0        | 0     | 0     | 0     | 0     | 0     | 2     | 0        | .125  | .125     | .125     | .250  |
| 出場：2回 | 出場：2回 | 出場：2回   | 5     | 21    | 20    | 0     | 2     | 1        | 0        | 0        | 3     | 0     | 0     | 0        | 0     | 0     | 1     | 0     | 0     | 4     | 0        | .100  | .143     | .150     | .293  |

- 2024年度シーズン終了時

### 年度別守備成績
| 年 度 | 球 団 | 捕手（C） | 捕手（C） | 捕手（C） | 捕手（C） | 捕手（C） | 捕手（C） | 捕手（C） | 捕手（C） | 捕手（C） | 捕手（C） | 捕手（C） |
| 年 度 | 球 団 | 試 合     | 刺 殺     | 補 殺     | 失 策     | 併 殺     | 守 備 率  | 捕 逸     | 企 図 数  | 許 盗 塁  | 盗 塁 刺  | 阻 止 率  |
| ----- | ----- | --------- | --------- | --------- | --------- | --------- | --------- | --------- | --------- | --------- | --------- | --------- |
| 2022  | BAL   | 93        | 670       | 35        | 8         | 3         | .989      | 2         | 36        | 25        | 11        | .306      |
| 2023  | BAL   | 110       | 932       | 45        | 6         | 5         | .994      | 0         | 73        | 57        | 16        | .219      |
| 2024  | BAL   | 103       | 874       | 37        | 4         | 4         | .996      | 3         | 101       | 82        | 19        | .188      |
| MLB   | MLB   | 306       | 2476      | 117       | 18        | 12        | .993      | 5         | 210       | 164       | 46        | .219      |

- 2024年度シーズン終了時

### 表彰
- シルバースラッガー賞（捕手部門）：1回（2023年）
- オールMLBチーム
  - ファーストチーム（捕手）：1回（2023年）

### 記録
- MLBオールスターゲーム選出：2回（2023年、2024年）

### 背番号
- 35（2022年 - ）